# Abraham Freifeld Umanskaia

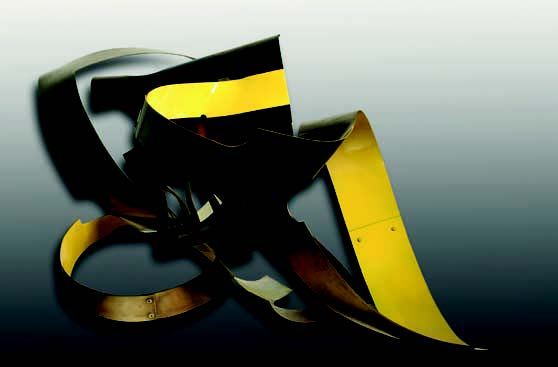
Abraham Freifeld, Trampa para cazar espacios Nº 12, 1992

Abraham Freifeld Umanskaia (Rumania, 1922-Santiago, Chile, 22 de noviembre de 2011) fue un ingeniero, escultor y profesor de origen rumano radicado en Chile.

## Biografía
Nació en Rumania en 1922. En 1939 a la edad de 17 años llega a Chile junto con su familia escapando de la persecución que los nazis estaban realizando en Europa. Estudió ingeniería civil en la Universidad de Chile y paralelamente ingreso a la escuela de Bellas Artes en la misma Universidad, donde se graduó en 1950. Freifeld trabajo como profesor auxiliar de la Escuela de Bellas Artes, profesor de la Escuela de Arte y Tecnología de Viña del Mar y también profesor de la escuela de Ingeniería de la Universidad de Chile y realizo distintas obras y exposiciones en Chile. Recibió en 1956 el Segundo Premio en Escultura en el Museo de Arte Contemporáneo.

Todos los intentos han sido dirigidos a superar una especie de formalismo de la idea plástica, y reemplazarlo con una mayor honestidad con respecto del procedimiento y el material. Según Freifeld el material debe revelar su propia forma. Él no parte con una idea preconcebida cuando está haciendo el boceto. No tiene en la cabeza una forma determinada la cual quiere reproducir en la cartulina. Lo único con lo cual parte, propio, son ciertos procedimientos de transformación del material. En cierto modo un proceso técnico. Piensa ‘que el material es la huella del pulgar del artista.
Novoa Torrealba, Elsa. Escultura Chilena Contemporánea. Abraham Freifeld, Tesis, 1967.

## Obras
Obras en la colección del Museo Nacional de Bellas Artes
Trampa para Cazar Espacios, metal,
Obras en otros lugares públicos
FABRICA CALZADOS BATA, SANTIAGO
ESTADIO ISRAELITA, SANTIAGO
UNIDAD VECINAL PROVIDENCIA, SANTIAGO
ESTACIÓN DE FERROCARRILES DEL ESTADO DE OSORNO, CHILE

## Exposiciones
Premios y distinciones
1956 Segundo Premio en Escultura, Salón Oficial de Artes Plásticas, Museo de Arte Contemporáneo, Santiago.
Exposiciones colectivas
1956 Salón Oficial de Artes Plásticas, Museo de Arte Contemporáneo, Santiago.
1959 Nueva pintura y escultura chilena, Museo Nacional de Bellas Artes, Santiago.
1965 Seleccionado en II Bienal de Escultura, Museo de Arte Contemporáneo, Santiago.
1991 Seis Vitralistas, Centro Cultural Montecarmelo, Santiago.
1996 Cincuenta Años de Escultura Contemporánea Chilena, Centro Cultural Estación Mapocho, Santiago.
2009 Retratos de Colección, Museo Nacional de Bellas Artes, Santiago, Chile.